# زیردریایی یو-۴۶۶
زیردریایی یو-۴۶۶ (به انگلیسی: German submarine U-466) یک زیردریایی بود که طول آن ۶۷٫۱ متر (۲۲۰ فوت ۲ اینچ) بود. این زیردریایی در سال ۱۹۴۲ ساخته شد.